# Louis IV de Legnica
Louis IV de Liegnitz (en polonais Ludwik IV legnicki), né à Brieg le 19 avril 1616 et mort Liegnitz le 24 novembre 1663, est duc de Brzeg à partir de 1633 (conjointement avec ses frères jusqu'en 1654), de Wołów (en 1653-1654 avec ses frères) et de Liegnitz à partir de 1653, pendant un an avec ses frères puis seul.

## Origine
Louis IV est le sixième enfant mais le second fils survivant de Jean-Christian de Brieg, duc de Brieg-Liegnitz-Wohlou-Ohlau, et de sa première épouse Dorothée-Sibylle de Brandebourg, fille de  Jean II Georges de Brandebourg.

## Règne
Après la mort de leur père en 1639,  Louis IV et son plus jeune frère Christian de Brieg héritent de Brieg et Ohloau conjointement avec leur frère ainé Geroges III de Brieg, qui avait également  été nommé administrateur des duchés par l'empereur six ans auparavant. Après la mort de leur oncle Georges-Rodolphe de Liegnitz en 1653 sans héritier, les trois frères héritent conjointement des duchés de Liegnitz et Wohlau. En 1654, ils décident de diviser leur patrimoine et Louis IV obtient Liegnitz, Georges III reste en possession de Brieg, et Christian comme cadet, reçoit les petits fiefs de d'Ohlau et de Wohlau.
Après sa mort le 24 novembre 1663 sans héritier, Louis IV à comme successeur ses frères Georges III et Christian. Georges III de Brzeg meurt puis après lui dès 14 juillet 1664 et BriegChristian de Brieg réunit l'ensemble du patrimoine de la lignée.

## Union et postérité
Le 8 mai 1649 à Brieg, Louis IV épouse  Anna Sophie (Harzgerode, 29 septembre 1628 - Prochowice, 10 février 1666), fille de Jean-Albert II de Mecklembourg-Güstrow  et de sa troisième épouse, Eléonore Marie d'Anhalt-Bernburg, cousine germaine du père de Louis IV. Ils ont un fils qui décède à l'âge de trois mois:
- Christian Albert (né le 7 novembre 1651 - mort le 20 janvier 1652).

## Sources
- (en) & (de) Peter Truhart, Regents of Nations, K. G Saur Münich, 1984-1988  (ISBN 359810491X), Art. « Brieg (Pol. Brzeg) », p.  2448-2449 & Art. « Liegnitz (Pol. Legnica) p.  2451-2452.
- (de) Europäische Stammtafeln Vittorio Klostermann, Gmbh, Francfort-sur-le-Main, 2004  (ISBN 3465032926),  Die Herzoge von Liegnitz, Brieg und Wohlau 1586-1675  Volume III Tafel 11.